# Windsorina guianensis
Windsorina guianensis är en gräsväxtart som beskrevs av Henry Allan Gleason. Windsorina guianensis ingår i släktet Windsorina och familjen Rapateaceae. Inga underarter finns listade i Catalogue of Life.